# Římskokatolická farnost Kamenice u Jihlavy
Římskokatolická farnost Kamenice u Jihlavy je územní společenství římských katolíků s farním kostelem svatého Jakuba Staršího v děkanství jihlavském.

## Historie farnosti
Kostel svatého Jakuba Staršího je připomínán již v patnáctém století, jeho románské jádro pochází zřejmě z konce 12. či začátku 13. století. V první polovině 18. století za působení faráře Josefa Karla Streita byla postavena kaple svaté Anny. 

## Duchovní správci
Administrátorem byl od 15. listopadu 2012 P. Mgr. Grzegorz Bajon, OFMConv. Od 1. srpna 2021 se stal farářem farnosti R. D. Pavel Bublan.

## Bohoslužby
| Kostel                  | Místo    | Bohoslužba (den)           | Hodina                                                            | Poznámka     |
| ----------------------- | -------- | -------------------------- | ----------------------------------------------------------------- | ------------ |
| svatého Jakuba Staršího | Kamenice | neděle středa pátek sobota | 9.15, 10.45 (dětská mše) 17.00 (zimní čas)/18.00 (letní čas) 7.30 | farní kostel |
| svaté Anny              | Kamenice |                            |                                                                   | kaple        |

## Aktivity ve farnosti
Ve farnosti jsou aktivní ministranti, probíhá výuka náboženství.
Dnem vzájemných modliteb farností za bohoslovce a bohoslovců za farnosti brněnské diecéze je 5. prosinec. Adorační den připadá na 13. dubna.
Každoročně se ve farnosti koná tříkrálová sbírka. V roce 2015 se ve farnosti vybralo více než 50 tisíc korun. V roce 2018 dosáhl výtěžek sbírky 69 537 korun. 